# 芦山薹草
芦山薹草（学名：Carex lushanensis）是莎草科薹草属的植物。分布在中国大陆的四川等地，生长于海拔1,700米的地区，目前尚未由人工引种栽培。